# Robert P. Kouri
Robert P. Kouri, né au Québec au Canada, est un notaire, chercheur et juriste québécois spécialisé en droit des obligations, notamment reconnu à l'échelle nationale pour son expertise en droit de la responsabilité civile ainsi qu'en droit de la santé. Depuis 1966, il occupe le poste de professeur à la Faculté de droit de l'Université de Sherbrooke au Québec. 

## Biographie

### Jeunesse et études
Robert P. Kouri a complété un Baccalauréat en arts (B.A.) à l'Université Bishop's ainsi qu'une Licence en droit civil (LL.L.) à l'Université de Sherbrooke. Il a ensuite poursuivi ses études à l'Université McGill où il a complété une maîtrise en droit civil (M.C.L.) ainsi qu'un doctorat en droit civil (D.C.L.). 

### Parcours professionnel
Robert P. Kouri occupe actuellement le poste de professeur titulaire à la Faculté de droit de l'Université de Sherbrooke. Comme spécialiste en droit des obligations, le professeur Kouri a participé aux travaux ayant mené à la réforme du Code civil du Québec. Au courant de sa carrière, il a été appelé à agir à titre à titre de consultant pour le ministère de la Justice du Canada, pour le ministère de la Justice du Québec, ainsi que pour la Commission de réforme du droit du Canada.  
Le professeur Kouri est reconnu au travers du Canada pour son expertise dans le domaine de la responsabilité civile médicale. Ses écrits en cette matière ont d'ailleurs été cités par la Cour Suprême du Canada,,. 
Il est membre d'un groupe de recherche de l'Université de Sherbrooke en droit de la santé ainsi que du Board of Professionnal de la revue American Journal of Contemporary Health Law and Policy. Il fait également partie du comité d'éthique du ministère de la Santé du Canada. 
En reconnaissance des cinquante années d'enseignement comme professeur à la Faculté de droit de l'Université de Sherbrooke, le doyen Sébastien Lebel-Grenier a dévoilé en septembre 2016 la création de la médaille d’excellence Robert P. Kouri.